# Huernia echidnopsioides
Huernia echidnopsioides är en oleanderväxtart som först beskrevs av Leach, och fick sitt nu gällande namn av Leslie Larry Charles Leach. Huernia echidnopsioides ingår i släktet Huernia och familjen oleanderväxter. Inga underarter finns listade i Catalogue of Life.